# Лауэн, Рошель
Рошель Николь Лауэн (род. 26 октября 1979 года) — канадский диктор, модель и бывшая профессиональная рестлер, выступавшая в WWE на бренде SmackDown!.

## Карьера модели
Рошель стала моделью будучи подростком, участвуя в различных конкурсах купальников. Вскоре она стала сниматься для различных журналов, пока не подписала контракт с World Wrestling Entertainment.

## World Wrestling Entertainment
Впервые, Лауэн появляется в WWE в роли модели, которая хотела устроиться на работу через генерального менеджера Raw Эрика Бишоффа. Позже, она появляется на SmackDown! в качестве «дополнения» к поясу Джона Сины. Вскоре, Сина вызывает Кензо Сузуки на рэп-баттл, за которым из ринг-сайда наблюдают дивы SmackDown!, в том числе и Лауэн.
Позже, Лауэн участвует в различных сегментах с Мишель Маккул, Дон Мари и Лорен Джонс. В одном из подобных сегментов, Эми Уэбер проливает на Джой Джиованни молочный коктейль, над чем посмеялись другие дивы. На No Way Out, Лауэн сражается против Маккул, Джонс и Джованни за звание «Лучшая Дива-Новичок Года», в котором победила последняя. Это был последний матч Лауэн. Дива ушла из WWE через несколько недель после проигрыша.

## После WWE
После ухода из реслинга, Лауэн работала моделью, снималась в различных телепередачах, а также вела программу новостей в своем родном городе Калгари. В данный момент, работает диктором на радио.